# Aclista prolongata
Aclista prolongata är en stekelart som först beskrevs av Jean-Jacques Kieffer 1907.  Aclista prolongata ingår i släktet Aclista, och familjen hyllhornsteklar. Arten är reproducerande i Sverige.